# Tylecodon bruynsii
Tylecodon bruynsii är en fetbladsväxtart som beskrevs av Van Jaarsv. och S.A.Hammer. Tylecodon bruynsii ingår i släktet Tylecodon och familjen fetbladsväxter. Inga underarter finns listade i Catalogue of Life.